# 丁啓睿
丁啓睿（1595年—1647年6月23日），字性如，號聖臨。河南永城人。明末政治人物。

## 生平
丁魁楚之侄，弟丁啟光。萬曆二十三年（1595年）八月生。萬曆四十六年（1618年）舉河南鄉試，萬曆四十七年（1619年）聯登進士。歷任南京兵部主事、兵部郎中、太原知府。崇禎初年，升山西副使，四年升任山東右參政，調兖西道，五年因罪降调，七年降為陕西副使。崇祯九年（1636年）宁夏兵变，丁启睿斩王辑等为首者六人，功升任右布政使，随巡抚孙传庭镇压农民起义军。崇禎十一年（1638年）冬，升任右僉都御史，代孫傳庭巡撫陝西。崇禎十三年（1640年），楊嗣昌薦為兵部右侍郎，代鄭崇儉總督陝西三邊軍務。次年升兵部尚書。
崇祯十四年（1641年），李自成數次圍攻開封，丁啟睿督催左良玉、虎大威、楊德政、方國安、傅宗龍等人率兵解圍。後左良玉逃走，其他各軍陣腳大亂。九月，李自成軍在馬家口決開黃河，水灌開封，開封失陷。丁啟睿與楊文岳逃奔汝寧，明軍一路死傷無數，傅宗龍戰死，啟睿的敕書、尚方寶劍等全部丟夫。崇禎大怒，將其革職入獄，不久釋放。明亡後，丁啟睿靠馬士英當上事官，總督河南，後因擒斬歸德偽官，升兵部尚書，加太子太保。南明弘光朝廷滅亡後，啟睿歸鄉里。
清順治四年（1647年）五月二十一日，因與部分降清官員涉入「王道士案」，以謀反跟兄弟兒子一起被處死。

## 家族
曾祖丁良翰。祖父丁检。父丁魁洛。

## 延伸阅读
[在维基数据编辑]
 《明史卷二百六十》，出自《明史》

## 外部連結
- 一门两尚书-丁魁楚、丁启睿[永久] 中國永城網

| 官衔        | 官衔                          | 官衔          |
| ----------- | ----------------------------- | ------------- |
| 前任： 王瀠 | 明朝太原府知府 1629年－1632年 | 繼任： 湯啟祥 |